# Thrust
Der Thrust (engl. Schub) ist eine Größe in der Teilchenphysik. Sie ist eine Kenngröße bei der Beschreibung von Teilchenjets, die im Rahmen von Teilchenkollisionen in Teilchenbeschleunigern entstehen. Der Thrust kann Werte zwischen {\displaystyle 1/2} und {\displaystyle 1} annehmen. 
Der Thrust {\displaystyle T} eines Ereignisses ist definiert als:
{\displaystyle T=\max _{\vec {n}}{\frac {\sum _{j}|{\vec {p}}_{j}\cdot {\vec {n}}|}{\sum _{j}|{\vec {p}}_{j}|}}}
Dabei sind {\displaystyle {\vec {p}}_{j}} die Impulse der Teilchen und {\displaystyle {\vec {n}}} ein auf Eins normierter Vektor {\displaystyle |{\vec {n}}|=1}. Dasjenige {\displaystyle {\vec {n}}}, welches den Thrust maximiert, wird Thrust-Achse {\displaystyle {\vec {n}}_{T}} genannt. 
Ein Thrust von {\displaystyle T\approx 1/2} impliziert eine sphärische Verteilung der Teilchenimpulse, während ein Thrust von {\displaystyle T\approx 1} zwei stiftartige Teilchenjets anzeigt. 

## Zusammenhang mit anderen Größen
Der Thrust Major {\displaystyle T_{\text{Ma}}} ist definiert als
{\displaystyle T_{\text{Ma}}=\max _{{\vec {n}}_{\text{Ma}}\cdot {\vec {n}}_{T}=0}{\frac {\sum _{j}|{\vec {p}}_{j}\cdot {\vec {n}}_{\text{Ma}}|}{\sum _{j}|{\vec {p}}_{j}|}}}
Die Achse des Thrust Major steht dabei senkrecht zur Thrust-Achse. 
Der Thrust Minor {\displaystyle T_{\text{Mi}}} ist definiert als
{\displaystyle T_{\text{Mi}}={\frac {\sum _{j}|{\vec {p}}_{j}\cdot ({\vec {n}}_{T}\times {\vec {n}}_{\text{Ma}})|}{\sum _{j}|{\vec {p}}_{j}|}}}
Die Achsen von Thrust Minor, Thrust Major und Thrust stehen somit senkrecht aufeinander. Es gilt stets {\displaystyle T\geq T_{\text{Ma}}\geq T_{\text{Mi}}}. 
Die Oblateness (engl. Abplattung) {\displaystyle O} ist die Differenz zwischen Thrust Major und Thrust Minor:
{\displaystyle O=T_{\text{Ma}}-T_{\text{Mi}}}